# 全国銀行員組合連合会議
全国銀行員組合連合会議（ぜんこくぎんこういんくみあいれんごうかいぎ、略称：全銀連合（ぜんぎんれんごう））は、日本の労働組合である。

## 概要
全銀連合は、日本国内で組織されている第二地方銀行協会加盟行の労働組合をもって構成される。現在、第二地方銀行協会加盟行の19単組が加盟している。
日本労働組合総連合会（連合）に加盟していたが、地銀再編による組合員数の減少や財政問題を背景として、2022年6月末をもって離脱した。

## 加盟組合

### 東北・北海道地区
- 仙台銀行新労働組合
- きらやか銀行従業員組合
- 福島銀行従業員組合

### 関東地区
- 東和銀行従業員組合
- 大光銀行労働組合
- 東日本銀行従業員組合

### 中部・関西地区
- 愛知銀行従業員組合
- 中京銀行従業員組合
- 富山第一銀行労働組合
- 名古屋銀行従業員組合
- みなと銀行従業員組合

### 中国・四国地区
- トマト銀行従業員組合
- 徳島大正銀行従業員組合
- 香川銀行従業員組合
- 愛媛銀行従業員組合

### 九州地区
- 長崎銀行職員組合
- 豊和銀行従業員組合
- 南日本銀行職員組合
- 沖縄海邦銀行労働組合